# طوطی‌کاکلی گوگردی بزرگ
طوطی‌کاکلی گوگردی بزرگ(نام علمی: Cacatua galerita galerita) نام یک زیرگونه از گونه طوطی‌کاکلی گوگردی است.